# Йост, Исаак Маркус
Исаак Маркус Йост (нем. Isaak Markus Jost, 22 февраля 1793 — 22 ноября 1860, Франкфурт-на-Майне) — немецкий историк еврейского происхождения, филолог, переводчик и педагог, известен работами по истории еврейского народа.

## Биография
Исаак Маркус Йост родился 22 февраля 1793 года в Бернбурге. Учился в университетах Гёттингена и Берлина. Преподавал сначала в Берлине, затем, с 1835 года — в Еврейской коммерческой школе во Франкфурте. Как филолог Йост интересовался англистикой и германистикой: ему принадлежат учебники английского языка (нем. Lehrbuch der Englischen Sprache, 1826) и немецкой стилистики (нем. Theoretisch-Praktisches Handbuch zum Unterricht im Deutschen Stil, 1835), словарь к пьесам Уильяма Шекспира и др.
Преимущественную известность и признание, однако, Йост получил своими трудами по истории еврейского народа: «Историей евреев со времен Маккавеев и до наших дней» (нем. Geschichte der Israeliten Seit der Zeit der Makkabäer bis auf Unsere Tage, 1820—1829, в 9 томах), «Новейшей историей евреев в 1815—1845 гг.» (нем. Neuere Geschichte den Israeliten von 1815-1845, 1846—1847) и «Историей иудаизма и его сект» (нем. Geschichte des Judenthums und seiner Sekten, 1857—1859). Йосту принадлежит также издание Мишны (1832—1834) с частичным переводом на немецкий и оригинальными комментариями.
Йост активно выступал как публицист по еврейским вопросам, защищая иудаизм от негативно настроенных по отношению к нему христианских авторов. Он также был соредактором исторического журнала «Анналы Израиля» (нем. Israelitische Annalen, 1839—1841) и журнала «Сион» (1841—1842).